# Dán Fed-kupa-csapat
A dán Fed-kupa-csapat a Dán Teniszszövetség irányítása alatt Dániát képviseli a női teniszválogatottak számára rendezett Fed-kupa-viadalokon. Dánia először 1963-ban vett részt a tornán, 2012-ben az Euro-afrikai zóna II. csoportjában szerepeltek, de kiestek, így 2013-ban a III. csoportban játszanak majd.
A csapat legjobb eredménye a negyeddöntő elérése volt 1976-ban és 1988-ban.